# 104e division de chars
Pour les articles homonymes, voir 104e division.
La 104e division de chars est une formation militaire de l'Armée rouge active au début de la Grande Guerre patriotique.

## Historique
La division est créée à Mary, en République socialiste soviétique du Turkménistan, le 17 juin 1940 sous le nom de 9e division de chars indépendante. En mars 1941, la division est rattachée au 27e corps mécanisé, avec la 53e division de chars et la 221e division motorisée. Mis en alerte fin juin après le début de l'opération Barbarossa, le 27e corps rejoint la région de Kirov.
Le 15 juillet 1941, la 9e division est renumérotée 104e tandis que le 27e corps est dissous. La 104e division compte alors 208 chars (50 BT-7, 19 BT-5, 3 BT-2 et 136 T-26) et 51 automitrailleuses (37 BA-10 et 14 BA-20),. La division appartient à la 28e armée du général Katchalov et est rattachée au groupe de choc Katchalov, formé autour de la division de chars et des 145e et 149e divisions de fusiliers afin de contre-attaquer le Groupe d'armées Centre devant Roslavl. L'attaque soviétique ne parvient pas à progresser et l'armée Kachalov est encerclée le 3 août. Les restes de la 104e division parviennent à s'extraire et s'installent en défense sur la ligne de la Desna.
Le 6 septembre 1941, la division est dissoute et forme la 145e brigade de chars (ru).

## Composition
Pour la 104e division de chars (entre parenthèses numéros au sein de la 9e division)
- 208e régiment de chars (ancien 17e régiment)
- 209e régiment de chars (ancien 18e régiment)
- 104e régiment de fusiliers motorisés (ancien 9e régiment)
- 104e régiment d'obusiers d'artillerie (ancien 9e régiment)
- 104e bataillon de reconnaissance (ancien 9e bataillon)
- 104e bataillon d'artillerie antiaérienne (ancien 9e bataillon)
- 104e bataillon de communications (ancien 9e bataillon)
- 104e bataillon de transport motorisé (ancien 9e bataillon)
- 104e bataillon de récupération et de réparation  (ancien 9e bataillon)
- 104e bataillon de ponts et pontons  (ancien 9e bataillon)
- 9e bataillon médical